# 职业打假人
职业打假人存在于中国是指明知是假冒伪劣产品而予以购买并向经营者进行索赔的人，其在职业打假的过程中，善于利用法律规则，“打假”模式标准化、规范化。职业打假的行为一方面改善了消费环境，另一方面也因占用行政资源、一些打假人使用违法手段等引发争议。例如职业打假人主要对商品说明书咬文嚼字，一旦发现问题就向商家索赔，变成了“职业索赔人”有的发现商品或服务的瑕疵，就通过多次投诉、举报和索赔来获取经济利益，一旦拿到钱款就撤回投诉举报；有的向徒弟收取学费，师徒合作或徒弟在师傅指导下四处“围猎”商家，抓住商品或服务的瑕疵大做文章，迫使商家退一赔三；还有的通过夹带、掉包、造假、篡改商品生产日期把过期商品放在超市、捏造事实等方式骗取经营者赔偿或者敲诈勒索。恶意索赔蔓延，使得企业苦不堪言、监管部门疲于应对，既损害了企业权益，挤占了维权渠道，又占用了社会资源、扰乱了市场秩序。职业打假成了碰瓷的一种形式。

## 知名打假人
- 王海，1995年起从事打假，其带来了“消费者维权元年”，其后出现的一批个人打假索赔者现象被“王海现象”，被称为“中国职业打假第一人”[10]。曾打假辛巴卖假燕窝[11]等。
- 臧家平，1998年因打假假冒美国药品商标的淋必治等药品成名，被称为“山东王海”、“假药克星”[12]。2003年以敲诈勒索罪被判处有期徒刑3年，为中国内地因打假犯罪被判刑的第一人[13]。
- 陈之强，2021年（年仅18岁）开始职业打假，不到一年时间，已跟商家打了800多场官司，获利十几万元。2021年12月，因涉嫌敲诈勒索，徐闻县公安局对其立案[14][15]。